# 2,3-diidro-2,3-diidrossibenzoato deidrogenasi
La 2,3-diidro-2,3-diidrossibenzoato deidrogenasi è un enzima appartenente alla classe delle ossidoreduttasi, che catalizza la seguente reazione:
2,3-diidro-2,3-diidrossibenzoato + NAD+ ⇄ 2,3-diidrossibenzoato + NADH + H+